# Нойгебауэр, Лео
Лео Нойгебауэр (нем. Leo Neugebauer; род. 19 июня 2000, Гёрлиц) — немецкий десятиборец и семиборец, серебряный призёр летних Олимпийских игр-2024, обладатель национальных рекордов Германии по десятиборью и семиборью.

## Ранняя жизнь и образование
Лео Нойгебауэр родился 19 июня 2000 года в Гёрлице, Саксония, в семье немки и камерунца. Вскоре после рождения Лео его семья переехала в Лайнфельден-Эхтердинген — пригород Штутгарта, где он и и начал заниматься лёгкой атлетикой в возрасте 6 лет. В детстве также увлекался футболом, однако бросил в возрасте 15 лет, чтобы сфокусироваться на лёгкой атлетике. В 2019 году Лео закончил школу и поступил в Техасский университет в Остине на факультет машиностроения, где выступает за спортивную команду Texas Longhorns.

## Спортивная карьера
На международной арене Нойгебауэр дебютировал в 2017 году на чемпионате мира по лёгкой атлетике среди юношей в Найроби, где взял бронзовую медаль в десятиборье с 7264 очками. 
В 2022 году совершил дебют на чемпионате мира по лёгкой атлетике в Юджине, где набрал 8162 очкам в финале и занял десятое место.
В марте 2023 года Нойгебауэр прошёл квалификацию на чемпионат мира по лёгкой атлетике-2023 и летние Олимпийские игры-2024. Тогда же Нейгебауэр поставил свой персональный рекорд в семиборье (6148 очков) на студенческих соревнованиях по лёгкой атлетике в помещении в Бирмингеме (Алабама).
В июне 2023 года на студенческих соревнованиях по лёгкой атлетике в Юджине, организованных Национальной ассоциацией студенческого спорта (NCAA), Лео занял первое место с 8836 очками и поставил национальный рекорд Германии в десятиборье, побив результат предыдущего рекордсмена Юргена Хингзена на 4 очка. Кроме того, Нейгебауэр побил предыдущий рекорд соревнований NCAA в десятиборью (8457 очков), принадлежавший Итону Эштону и Эйдену Оуэнсу-Делерме, и поставил личные рекорды в пяти дисциплинах в десятиборье. В августе того же года Лео принял участие в Чемпионате мира по лёгкой атлетике в Будапеште, где в соревнованиях по десятиборью занял пятое место с результатом в 8645 очков.
В марте 2024 года на соревнованиях по лёгкой атлетике в Бостоне Лео установил новый национальный рекорд в семиборье (6374 оков), побив рекорд Франка Буземана на 56 очков. В июне того же года, на соревнованиях NCAA в Остине, Лео набрал 8961 очко, что стало новым национальным рекордом Германии и новым рекордом студенческих соревнований NCAA (побив рекорды предыдущего года, поставленные самим же Нойгебауэром) . Помимо этого, Лео также поставил рекорд соревнований NCAA по метанию диска в десятиборье с результатом в 57,7 м.
В августе 2024 года Нойгебауэр дебютировал на летних Олимпийских играх-2024 в Париже, где взял серебряную медаль на соревнованиях по десятиборью с итоговым результатом в 8748 очков, уступив норвежцу Маркусу Руту на 48 очков.

## Личные рекорды
| Дисциплина             | Результат |
| ---------------------- | --------- |
| Бег, 100 м             | 10,61     |
| Прыжок в длину         | 8,00 м    |
| Толкание ядра          | 17,46 м   |
| Прыжок в высоту        | 2,09 м    |
| Бег, 400 м             | 47,08     |
| Бег с барьерами, 110 м | 14,33     |
| Метание диска          | 58,70 м   |
| Прыжок с шестом        | 5,30 м    |
| Метание копья          | 58,99 м   |
| Бег, 1500 м            | 4:42,68   |
| Десятиборье            | 8961 очко |
| Семиборье              | 6374 очка |